# Ліпно
Ліпно (пол. Lipno) — місто в центральній Польщі, на річці Мень.
Адміністративний центр Ліпнівського повіту Куявсько-Поморського воєводства.

## Демографія
Демографічна структура станом на 31 березня 2011 року:
|          | Загалом | Допрацездатний вік | Працездатний вік | Постпрацездатний вік |
| -------- | ------- | ------------------ | ---------------- | -------------------- |
| Чоловіки | 7282    | 1599               | 5053             | 630                  |
| Жінки    | 7798    | 1461               | 4707             | 1630                 |
| Разом    | 15080   | 3060               | 9760             | 2260                 |

## Відомі люди
- Пола Неґрі (1897 — 1987) — американська акторка польського походження.